# Tino Luis Cabrera
Agustín Luis Cabrera (Las Palmas de Gran Canaria, 15 de septiembre de 1970), conocido como Tino Luis es un exfutbolista y entrenador de fútbol español.

## Trayectoria
Como futbolista se formó en la cadena filial de la U. D. Las Palmas, pasando por todos sus escalones hasta llegar al primer equipo. Tras pasar por equipos de Segunda B, como el Corralejo o el U. D. Gáldar, se retira, con apenas 30 años y se incorpora a las categorías inferiores de la U. D. Las Palmas, comenzando así su carrera de entrenador.
Entrenó a distintos equipos de Canarias, incluyendo un breve paso por la U. D. Las Palmas, a la que dirigió unos partidos interinamente tras el cese de David Vidal, primero y la posterior dimisión de Henri Stambouli.
En 2008 dio el salto a la península fichando por el Águilas C. F.. Volvió a su ciudad natal para entrenar al Universidad en una segunda etapa, siendo cesado en enero de 2010. En 2012 corrió la misma suerte en el siguiente destino, la Unión Balompédica Conquense, quedando sin equipo hasta que en agosto de 2014 se unió a la secretaría técnica del Real Betis Balompié, desempeñando una labor de estudio y observación de los rivales.
El 22 de junio de 2020, se convirtió en ayudante de Alexis Trujillo en el Real Betis Balompié, tras el cese de Rubi como entrenador y su cuerpo técnico del primer equipo verdiblanco. Después de seis años en el club, en julio de 2020 volvió a Gran Canaria para ocupar la secretaría técnica de la U. D. Las Palmas.
En enero de 2022 dejó temporalmente su cargo para entrenar al filial de la U. D. Las Palmas, de Segunda División RFEF, tras la dimisión de Juan Manuel Rodríguez. El 16 de abril fue cesado en su cargo. En junio de 2022 rescindió su contrato.

## Clubes como entrenador
| Club                                      | País   | Año       |
| ----------------------------------------- | ------ | --------- |
| Unión Deportiva Las Palmas (filiales)     | España | 2000-2002 |
| Unión Deportiva Vecindario                | España | 2002-2003 |
| Unión Deportiva Las Palmas                | España | 2004      |
| Universidad de Las Palmas de Gran Canaria | España | 2005-2008 |
| Águilas Club de Fútbol                    | España | 2008      |
| Universidad de Las Palmas de Gran Canaria | España | 2009-2010 |
| Unión Balompédica Conquense               | España | 2011-2012 |
| Real Betis Balompié (secretario técnico)  | España | 2014-2020 |
| Real Betis Balompié (ayudante)            | España | 2020      |
| Las Palmas Atlético                       | España | 2022      |